# Anna Marucha
Anna Marucha (ur. 30 czerwca 1970 w Warszawie) – wokalistka, kompozytorka, autorka tekstów, producentka muzyczna. 
Edukację muzyczną rozpoczęła w wieku 6 lat w PPSM im. E. Młynarskiego w Warszawie w klasie fortepianu. W szkole średniej była uczennicą gwiazdy Opery Warszawskiej Poli Lipińskiej – w 1993 uzyskała dyplom ze śpiewu solowego. Jest absolwentką wydziału wokalnego Akademii Muzycznej w Katowicach (wydz. Kompozycji, Interpretacji, Edukacji i Jazzu ). Od 2004 roku jest wykładowcą w Autorskiej Szkole Muzyki Rozrywkowej i Jazzu I i II stopnia im. K. Komedy w Warszawie. Jest członkiem stowarzyszeń twórczych Zaiksu, Stoartu i Zpawu.

## Kariera muzyczna
W wieku piętnastu lat, wspólnie z obecnym basistą zespołu Elektryczne Gitary T.Grochowalskim założyła zespół rockowy. Rok później współtworzyła zespół RPA. W 1986 jako liderka zespołu Centrala R zdobyła pierwsze miejsce w Przeglądzie Kapel Studenckich Kickanzona 1986. Będąc założycielką, wokalistką i liderką
grupy Lips wystąpiła na festiwalu w Jarocinie – nagrodą było zaproszenie do nagrania solowej płyty w Studiu Polskiego Radia i TV - S4. Rok później wystąpiła na Festiwalu w Sopocie. Wydarzenie to zaowocowało nakręceniem trzech teledysków dla TVP i występami w programach muzycznych „Rock Noc”, „Luz”, „Gramy”,  „Uff”. „Dziura w koszu”. W 1993 ukazała się składanka „Ballady Rockowe” (Horsetone Records) z utworem „Dlaczego ja”. W 1994 singel
grupy Lips nagrany dla wytwórni SP Records cover przeboju „Whole Lotta Love” grupy Led Zeppelin – znalazł się na czołowych miejscach ogólnopolskich list przebojów (w tym w złotej trójce LP Radia Kolor).Jeszcze w tym samym roku wokalistka nagrała kolejny autorski album „Love” dla MTJ Rec.  W 1995 podpisała kontrakt fonograficzny z wytwórnią BMG Poland. W 1997 ukazał się singel “Akacja”promujący solową płytę artystki.

## Kariera zawodowa
W latach 2001–2002 współpracowała przy projekcie “Młode dusze soulu” pod patronatem Stanisława Sojki i Ewy Bem. Na płycie „Stereotyp i przyjaciele” zaśpiewała utwór „Turysta”. W 2004 zajęła się opracowaniem muzycznym do etiudy filmowej S.Orła i O.Stritzke „On i ona”. Od 2002 przez kilka lat współpracowała z fundacją PSM Państwowej Szkoły Muzycznej I i II st.im. K. Szymanowskiego w Warszawie. 

## Dorobek artystyczny
Ma na swym koncie pięć emitowanych na antenach ogólnopolskich rozgłośni radiowych singli, trzy solowe albumy, pięć teledysków, występy m.in. w katowickim Spodku, warszawskiej Agrykoli, sopockim molo. Jest autorką muzyki i słów do wszystkich zawartych na 
swoich płytach utworów. Wspomagała również wokalnie takich wykonawców jak: Marek Kościkiewicz“Szczęśliwego Nowego Jorku” Lester Kidson, Piotr Zander Zanderband (gitarzysta grupy Lombard), Artur Gadowski(Ira), Anna Świątczak (Ich troje), Piotr Bajus (Fatum), Flow, Pelmotyf, Fale Marengo, Deja vu, 
 Gościnnie wystąpiła w teledysku grupy s w a t. 
Obecnie pracuje nad kolejnymi autorskimi projektami.

### Albumy
- 1993 „Sprawiedliwość” Studio S4 PR iTV
- 1994 „Love” Hard Studio / MTJ Records
- 1998 „Chociaż raz” CCS Studio / BMG Poland

### Single
- 1993 „Dlaczego ja” (muz./sł.a.marucha) / Horsetone
- 1993 „Sprawiedliwość” (muz./sł.a.marucha) / S4 RP i TV (realizacja R.Mościcki)
- 1993 „Szczyt marzeń” (muz./sł.a.marucha) S4 RP i TV (realizacja R.Mościcki)
- 1993 „Wierzyć sobie” (muz./sł.a.marucha) S4 RP i TV (realizacja R.Mościcki)
- 1994 „Śpiew” (muz./sł.a.marucha) Izabelin Studio (realizacja P.Gawłowski) SP-RECORDS
- 1994 „Whole lotta love"(przeróbka przeboju „Whole lotta love"Led Zeppelin)
- 1994 „Świat” (muz./sł.a.marucha) Hard Studio / MTJ
- 1994 „Love” (muz./sł.a.marucha) Hard Studio / MTJ
- 1997 „Akacja” (muz./sł.a.marucha) BMG Poland
- 1997 „Za jedno słowo” (muz./sł.a.marucha) BMG Poland